# Centroderes spinosus
Centroderes spinosus är en djurart som tillhör fylumet pansarmaskar, och som först beskrevs av Reinhard 1881.  Centroderes spinosus ingår i släktet Centroderes och familjen Centroderidae.
Artens utbredningsområde är Svarta Havet. Arten är reproducerande i Sverige. Inga underarter finns listade i Catalogue of Life.